# Beatrice Utondu
Beatrice Utondu  (* 23. November 1969) ist eine ehemalige nigerianische Leichtathletin, deren Spezialdisziplinen der 100-Meter-Lauf und der Weitsprung waren.

## Sportliche Erfolge
Ihren größten Erfolg feierte Utondu bei den Spielen 1992 in Barcelona in der 4-mal-100-Meter-Staffel: Sie gewann gemeinsam mit Faith Idehen, Christy Opara-Thompson und Mary Onyali die Bronzemedaille und musste sich dabei in 42,81 s nur der Mannschaft der USA (42,11 s) und dem Vereinten Team (42,16 s) geschlagen geben. Die Zeit des nigerianischen Teams stellt einen noch heute bestehenden Afrika-Rekord dar.
Als Einzelstarterin erreichte Utondu im 100-Meter-Lauf bei den Olympischen Spielen von Barcelona sowie den Leichtathletik-Weltmeisterschaften 1991 in Tokio jeweils das Halbfinale.
1993 siegte sie bei den Afrikameisterschaften im 100-Meter-Sprint und gewann zudem die Weitsprung-Konkurrenz (6,45 m) bei der Panafrikanischen Spielen 1987 in Nairobi.

## Bestleistungen
- 100-Meter-Lauf – 11,40 s (1991)
- Weitsprung – 6,59 m (1988)

## Sonstiges
Bei einer Körpergröße von 1,63 m betrug Utondus Wettkampfgewicht 59 kg.